# Thomas Newton

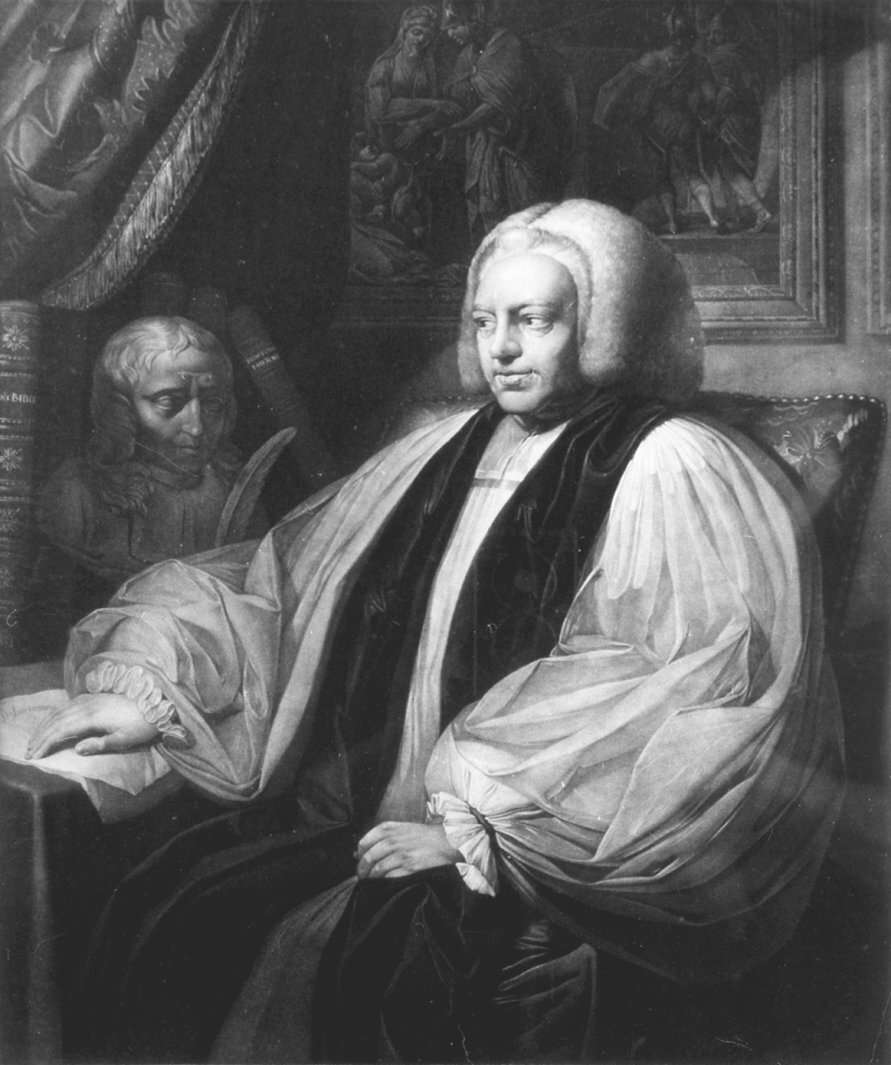
Thomas Newton en 1767, grabado de Richard Earlom basado en una pintura de Benjamin West.

Thomas Newton (Lichfield, Staffordshire, 1 de enero de 1704-Londres, 14 de febrero de 1782) fue un clérigo inglés, experto en la Biblia y escritor. Se desempeñó como obispo de Bristol de 1761 a 1782.

## Biografía
Estudió en el Trinity College de la Universidad de Cambridge, donde más adelante llegó a ser profesor y miembro de la junta directiva. Fue ordenado en la Iglesia de Inglaterra por Edmund Gibson, obispo de Londres, en 1730, y al mismo tiempo continuó sus actividades académicas. Entre sus obras más recordadas está su edición con comentarios de El paraíso perdido publicada en 1749, que incluye una biografía de John Milton. En 1754, publicó un extenso análisis académico de las profecías de la Biblia, titulado Dissertations on the Prophecies.

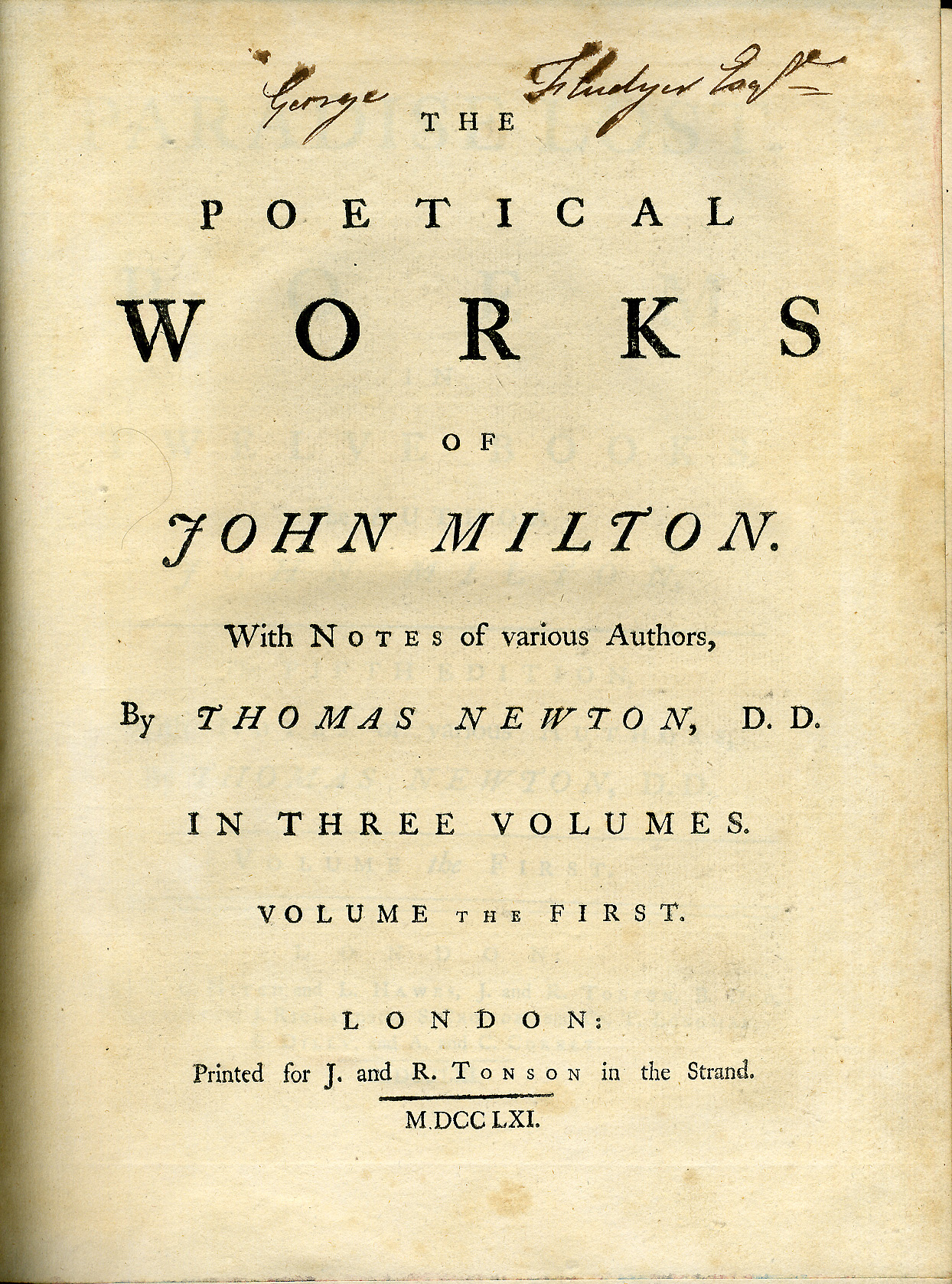
Portada de la edición comentada de Newton de 1752-1761 de las obras de John Milton, particularmente El paraíso perdido y El paraíso recobrado.

En 1756, fue nombrado capellán del rey Jorge II de Gran Bretaña, obispo de Bristol en 1761 y deán de la catedral St. Paul en Londres en 1768. Thomas Newton es considerado un cristiano universalista. En el siglo XVIII el sionismo cristiano contaba con el apoyo de teólogos, políticos y literatos, incluido Newton, que condenaba los perjuicios contra los judíos y pensaba que debían regresarles sus territorios de origen. Una de sus frases célebres se refiere al pueblo judío:

La preservación de los judíos es realmente uno de los actos más significativos e ilustres de la providencia divina [...] y que más que un poder sobrenatural podría haberles preservado en tal forma que ninguna otra nación en la tierra ha sido preservada. Ni es menos notable la providencia de Dios en la destrucción de sus enemigos, que en su preservación [...] Vemos que los grandes imperios, que a su oportunidad sometieron y oprimieron al pueblo de Dios, cayeron todos en la ruina [...] Y si tal ha sido el final fatal de los enemigos y opresores de los judíos, que sirva como advertencia a todos aquellos que en cualquier momento o en cualquier ocasión inicien un clamor o una persecución contra ellos.
Thomas Newton.

Al final de sus días se retiró a su hogar en Kew Green, donde falleció el 14 de febrero de 1782. Fue sepultado en la catedral de St. Paul y se construyó un monumento en su honor en la iglesia de St Mary-le-Bow  —de la cual había sido rector—, obra del escultor Thomas Banks, que fue destruido durante el bombardeo de Londres de 1940. Su biógrafo en The Oxford Dictionary of National Biography afirma que: «combinaba buenas cualidades patrióticas con la convicción de que el deber de todo clérigo era buscar la preferencia por medio de la adulación».